# Alianza de Fuerzas Nacionales
La Alianza de Fuerzas Nacionales es un partido político de Libia, ganador de la Elección de la Asamblea Constituyente Libia en 2012 con 39 de los ochenta escaños reservados a los partidos políticos. Su líder y fundador es el ex primer ministro del Consejo Nacional de Transición, Mahmoud Jabril.
La Alianza incluye 58 organizaciones políticas y es de tendencia liberal, aunque reconoce la sharia como fuente legal.

## Antecedentes
Tras la Guerra de Libia de 2011 que derrocó al régimen del coronel Muamar el Gadafi, se empezaron a crear varios partidos políticos de cara a las elecciones de la Asamblea Constituyente, el órgano encargado de remodelar las bases políticas libias para la democracia.
Mahmoud Jabril, que presidió durante más de medio año el Consejo Nacional de Transición, un órgano político encargado de coordinar y dirigir la rebelión, formó el partido Alianza de Fuerzas Nacionales.

## Liderazgo

### Mahmoud Jabril

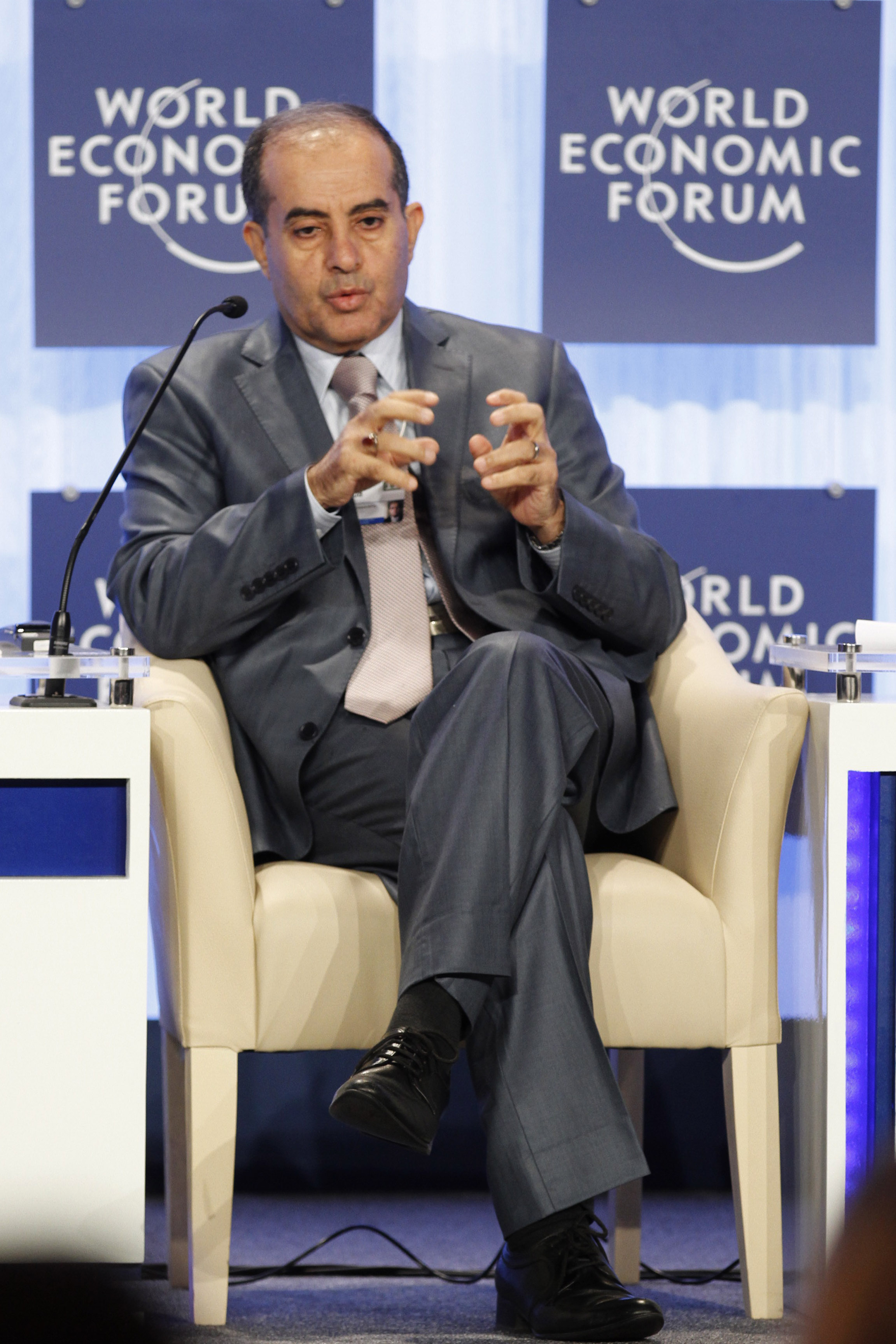
Mahmoud Jabril

Mahmoud Jabril es el presidente y fundador de la Alianza.
Jabril se graduó en ciencias políticas y económicas en la Universidad de El Cairo en 1975, después obtuvo una maestría en ciencias políticas en 1980 y se doctoró en planificación estratégica en 1984, las dos en la Universidad de Pittsburgh. Enseñó planificación estratégica en Pittsburgh durante varios años y publicó diez libros sobre planificación estratégica y la toma de decisiones. Según algunas fuentes, durante toda su vida había sido un gran partidario del liberalismo económico.[cita requerida]
Desde 2007 lideró la Junta Nacional de Desarrollo Económico en el régimen de Gadafi. Mientras ocupó el cargo, promovió el acercamiento a Occidente, y la privatización y la liberalización de la economía.
Durante la guerra en Libia de 2011, fue elegido como primer ministro del Consejo Nacional de Transición, y se encargó de buscar apoyos mundiales para el CNT.

### Faisal Krekshi
Faisal Krekshi, ginecólogo de profesión, es Secretario General de la Alianza y dirige la Oficina Ejecutiva, que está compuesta por nueve personas.[cita requerida]

## Elecciones a la Asamblea Constituyente de 2012
El 7 de julio de 2012 los libios votaron entre las 142 organizaciones políticas presentadas para ocupar los 200 escaños del Congreso Nacional Popular, órgano encargado de elegir al primer ministro y al gobierno que sustituirá al Consejo Nacional de Transición. De estos 200 escaños, 120 se reservaron a independientes y los ochenta restantes, a partidos políticos. 
La Alianza de Fuerzas Nacionales consiguió la victoria con 39 de los ochenta escaños pertenecientes a partidos políticos.
Desde un principio la Alianza ya se postulaba como ganadora:
- Por una parte, Mohamed Sawan, líder del partido islamista Justicia y Construcción, otro de los favoritos en los comicios, reconoció a la cadena Al Jazeera la ventaja de la Alianza en todas las grandes ciudades como Trípoli y Bengasi, excepto en Misrata.[4]
- Además, el diario digital Lybia Herald informó, a partir de los «primeros indicios» procedentes de encuestas realizadas a pie de urna «no oficiales» en Trípoli y Bengasi, que la Alianza de Fuerzas Nacionales había logrado la «victoria». En ambas ciudades, según el diario, la Alianza lideró «cómodamente» los resultados «por delante de cualquiera de sus 130 rivales, incluidos sus principales contendientes, el partido Justicia y Construcción, el Partido Nacional y el Frente Nacional».[5]

Pero no fue sino hasta el 18 de julio cuando Nuri al Abar, presidente de la Comisión Suprema Electoral, confirmó su victoria.